# El juez sangriento
El juez sangriento, conocida como El proceso de las brujas en su estreno español, 
es una coproducción europea realizada por Jesús Franco, producida en 1969 y estrenada en 1970. Se trata de un drama histórico con elementos terroríficos, relacionados con la brujería y las persecuciones contra este supuesto fenómeno, en una época de oscurantismo. La película coincidió con otras de temática similar como Las torturas de la inquisición. Al igual que ha ocurrido con otras películas de Jesús Franco, conoció diversos montajes, con el estreno de versiones de duración variable en función de los países; esto afectó a algunas escenas fundamentales, como la intervención de Harry salvando de morir ahogada a la joven en el lago.
Jesús Franco se ha referido a ella como una de las películas con un mayor coste de producción de entre las que ha realizado.

## Argumento
En la Inglaterra de los últimos Estuardo, el impopular Jacobo II ha puesto la administración de justicia en manos de George Jeffreys (Christopher Lee), un sanguinario magistrado que persigue con dureza a los enemigos del monarca bajo acusaciones de brujería. Jeffreys cuenta con la colaboración de Palfox (José María Prada), su perverso y astuto ayudante. Algunos nobles tratan de deponer a Jacobo, para lo cual se relacionan con los rebeldes que se refugian en los Países Bajos. Uno de estos nobles es Harry Selton (Hans Hass), hijo del Conde de Wessex (Leo Genn). Harry salva a una muchacha que intentaba suicidarse en un lago, de la cual se enamorará. La hermana de la joven fue quemada bajo una acusación de brujería instigada por Jeffries, prometiendo Harry vengarla.

## Reparto
- En orden por créditos, verificado como completo; los intérpretes no acreditados aparecen listados por orden alfabético.[5]

| Intérprete           | Personaje              | Comentarios                   |
| -------------------- | ---------------------- | ----------------------------- |
| Christopher Lee      | Juez Jeffries          |                               |
| Maria Schell         | Madre Rosa             |                               |
| Leo Genn             | Lord Wessex            |                               |
| Hans Hass            | Harry Selton           |                               |
| Maria Rohm           | Mary Gray              |                               |
| Margaret Lee         | Alicia Gray            |                               |
| Pietro Martellanza   | Barnaby                | Acreditado como Peter Martell |
| Howard Vernon        | Jack Ketch, el verdugo |                               |
| Milo Quesada         | Satchel                |                               |
| Werner Abrolat       | Inquisidor Matt        | Sin acreditar                 |
| Giuliana Garavaglia  |                        | Sin acreditar                 |
| Diana Lorys          | Sally Gaunt            | Sin acreditar                 |
| José Martínez Blanco | Steven Truro           | Sin acreditar                 |
| José María Prada     | Palfox                 | Sin acreditar                 |
| Vicente Roca         | Fiscal jefe            | Sin acreditar                 |
| John Thompson        | Jonathan Dickens       | Sin acreditar                 |
| Serena Vergano       |                        | Sin acreditar                 |

## Titulaciones
- Aihmalotes sadiston (Grecia)
- Der Hexentöter von Blackmoor (Alemania Occidental)
- El juez sangriento (Argentina)
- El juez sangriento (España, título en IMDb)
- El proceso de las brujas (España, estreno en cines)
- El proceso de las brujas (España, título en VHS)
- Il trono di fuoco 	(Italia)
- Le trône de feu (Francia)
- Night of the Blood Monster (Estados Unidos)
- O dikastis tou tromou (Grecia, título en DVD)
- The Bloody Judge (Estados Unidos, título en IMDb)
- Throne of the Blood Monster (Estados Unidos)
- Trial of the Witches (Estados Unidos)
- Witch Killer of Broadmoor (Estados Unidos)
- Witches' Trial (Estados Unidos)

## Fechas de estreno
- País (Fechade estreno)[6]
- Italia (5 de febrero de 1970)
- Alemania Occidental (5 de junio de 1970)
- España (24 de mayo de 1971)
- Estados Unidos (mayo de 1972)